# Charles de Foucauld

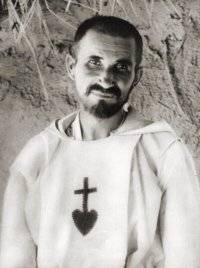
Charles de Jésus

Charles Eugène Vicomte de Foucauld de Pontbriand, Charles de Jésus, im Deutschen auch Bruder Karl von Jesus, (* 15. September 1858 in Straßburg; † 1. Dezember 1916 in Tamanrasset, Algerien) war ein französischer Forscher, Offizier im 2e régiment de hussards, Priester, Mönch und Eremit. Er wurde während des Ersten Weltkriegs vor seiner Klause von Senussi ermordet und am 15. Mai 2022 von Papst Franziskus heiliggesprochen. Nach seinem Tod wurden elf Ordensgemeinschaften und acht weitere Gemeinschaften und Säkularinstitute gegründet, die sich auf Charles de Foucauld berufen.

## Leben und Werk

### Kindheit, Jugend und frühes erwachsenes Leben
Charles de Foucauld wurde am 15. September 1858 in Straßburg als älteres von zwei Kindern des Vicomte de Foucauld de Pontbriand in eine der reichsten Familien Frankreichs geboren. 1863 scheiterte die Ehe seiner Eltern, 1864 starb der Vater an Tuberkulose und im selben Jahr kurz darauf die Mutter im Wochenbett. Foucauld kam daraufhin gemeinsam mit seiner Schwester Marie in die Obhut seines Großvaters mütterlicherseits nach Wissembourg im nördlichen Elsass. Während des Deutsch-Französischen Krieges floh die Familie 1870 vor den Deutschen über die Schweiz nach Nancy, wo Foucauld das Gymnasium besuchte. 1874 wechselte er an das Jesuitengymnasium in Paris; von diesem 1875 wegen „Faulheit und asozialem Benehmen“ relegiert, legte er 1876 an einer staatlichen Schule das Abitur ab. Im selben Jahr trat er in die Militärschule Saint-Cyr ein, die er 1878 als Unterleutnant verließ. Während der zweijährigen Offiziersausbildung in Saint-Cyr erhielt er 45 Strafen wegen Ungehorsams, Faulheit und Nachlässigkeit. Das Examen bestand er mit Mühe als einer der letzten.

### Armeedienst und Forschungsreisen

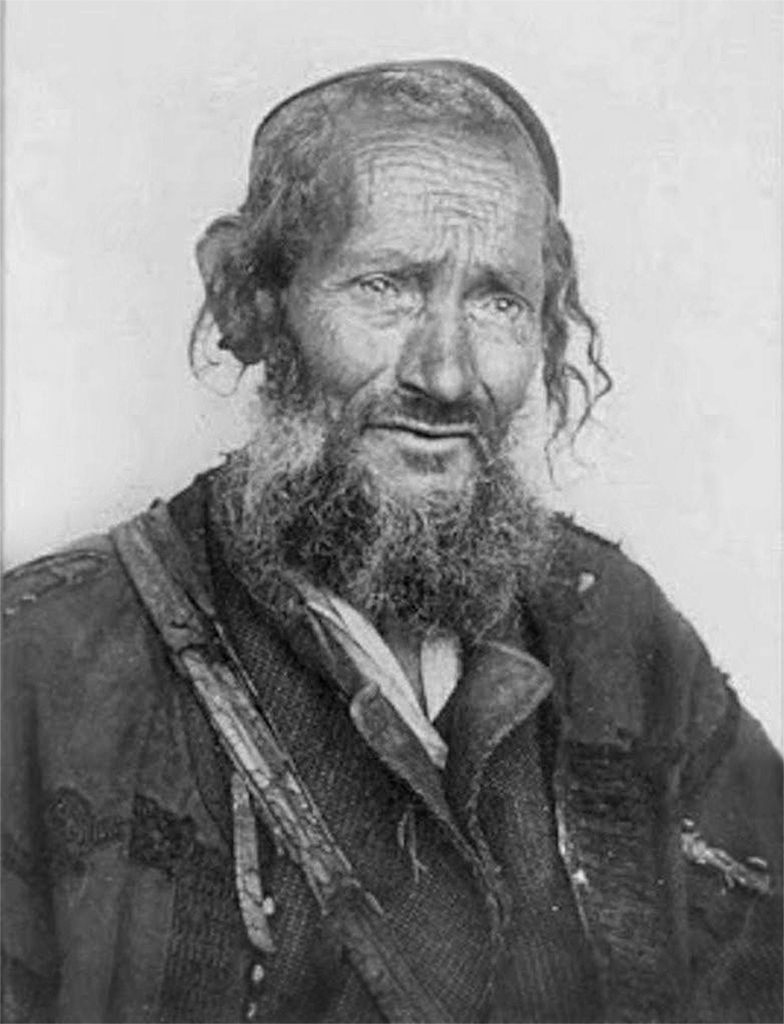
Rabbiner Mordechai Abi Serur (1826–1886), Fremdenführer von Charles de Foucauld in Marokko

Nach der Militärschule begann er 1878 beim 4. Husarenregiment in Saumur seinen Dienst. 1879 nach Pont-à-Mousson versetzt, folgte im Dezember 1880 die Verlegung nach Algerien, wo er am 20. März 1881 wegen anstößigen Benehmens und Ungehorsams unehrenhaft aus der Armee entlassen wurde.
Bereits während der Schulzeit führte Charles de Foucauld einen ausschweifenden Lebenswandel, der zu Skandalen Anlass gab. Nachdem 1878 sein Großvater De Morlet gestorben war, erbte Foucauld 840.000 Goldfranken, die er in wenigen Jahren bei Prostituierten und mit nahezu täglichen Trink- und Essorgien mit Freunden vergeudete. Seine Favoritin Mimi, die er sogar in die Kaserne eingeschmuggelt haben soll, begleitete ihn auch nach Algerien, wo diese Beziehung schließlich seine Entlassung als Offizier nach sich zog. Nach dreimonatiger Algerienrundreise mit Mimi las Foucauld in der Zeitung von einem Aufstand, woraufhin er seine Geliebte verließ und in Paris die Zustimmung für seine dienstliche Reaktivierung durchsetzte. Im Gegensatz zu seinem bisherigen Verhalten erwies er sich nun als tapferer Soldat und erwarb sich erstmals Achtung.
Seine Soldatenzeit in Algerien brachte ihn mit der arabischen Welt und dem Islam in Berührung und weckte seinen Entschluss, Marokko, Algerien und Tunesien zu erforschen. Als sein Ersuchen um Studienurlaub abgelehnt wurde, verließ er am 28. Januar 1882 auf eigenen Wunsch die Armee und begann Hebräisch zu lernen. Zusammen mit dem Rabbiner Mordechai Abi Serur, der eine ähnlich bewegte Vergangenheit wie Foucauld hinter sich hatte, begann er nun Marokko zu erforschen. Am 25. Juni 1883 überquerten die beiden die Grenze zum damals für Christen verbotenen Marokko. Nachdem Juden die Einreise gestattet war, gaben sich die beiden als Abgesandte aus Palästina aus, die im Auftrag von Rabbinerschulen in Jerusalem Geld zur Ausbildung von Rabbinern im Maghreb sammeln würden. Foucauld gab sich dabei als russischer Jude namens „Joseph Aleman“ aus. Über Fès und Meknes kamen die beiden am 6. September in die Pilgerstadt Boujad, die nicht im Einflussbereich des Sultans lag, sondern vom Marabout eines Sufi-Ordens, Sidi Ben Daud, beherrscht wurde. Foucauld liefert ein detailliertes Bild von den sozialen Verhältnissen in den besuchten Städten. Er schildert, wie sie vom Marabout herzlich empfangen und in einem jüdischen Haus in der Stadt untergebracht wurden. Nach ihrer Weiterreise am 17. September gelangten sie über Beni-Mellal nach Süden in unsichere, von kleinen Berber-Stämmen kontrollierte Gebiete in den Hohen Atlas. Allein mit Sextant und Kompass als technischer Ausrüstung ausgestattet, fertigten sie erstmals Kartenskizzen des Atlas-Gebirges an, das bis dahin nur ein weißer Fleck auf den Landkarten war.
Nach elfmonatiger Reise kehrte Foucauld im Mai 1884 nach Paris zurück und schrieb mit Unterstützung des berühmten Saharareisenden Henri Duveyrier über seine Erlebnisse das Werk Forschungsreise durch Marokko, das ihn berühmt machte. Die Französische Geographische Gesellschaft verlieh ihm 1885 für die Ergebnisse seiner Arbeit die Goldmedaille, die englische Presse war voll des Lobes über Foucaulds Leistungen. Als angesehener Forscher arbeitete er in den folgenden Jahren in Algier und Paris in Bibliotheken. Seine Familie, die ihn wegen seines früheren skandalösen Lebenswandels am 12. Juni 1882 gerichtlich hatte entmündigen lassen, machte diese Anordnung aber erst im Januar 1889 wieder rückgängig.

### Ordensleben und Priestertum

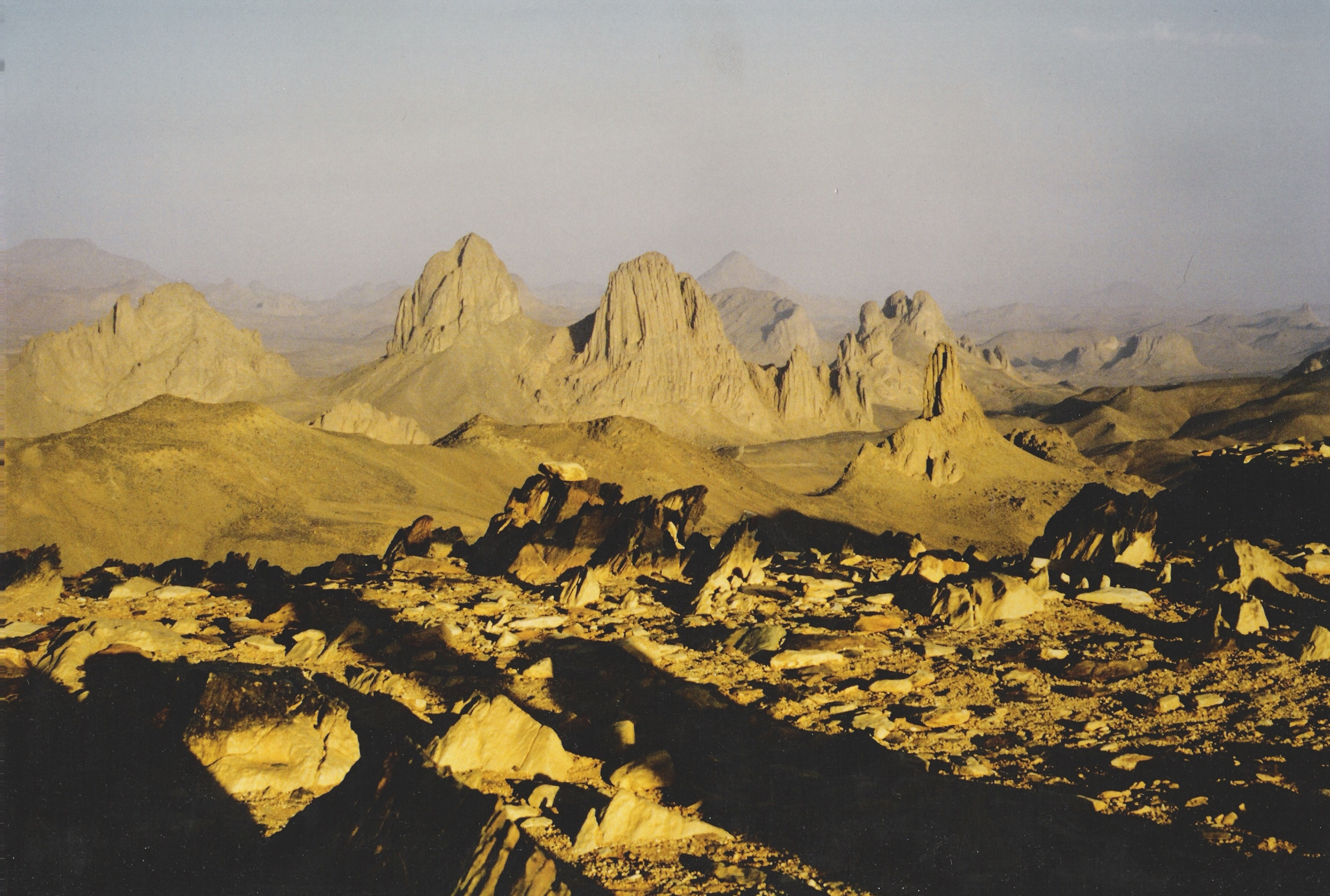
Blick vom Assekrem-Plateau, wo sich die Einsiedelei de Foucaulds befand

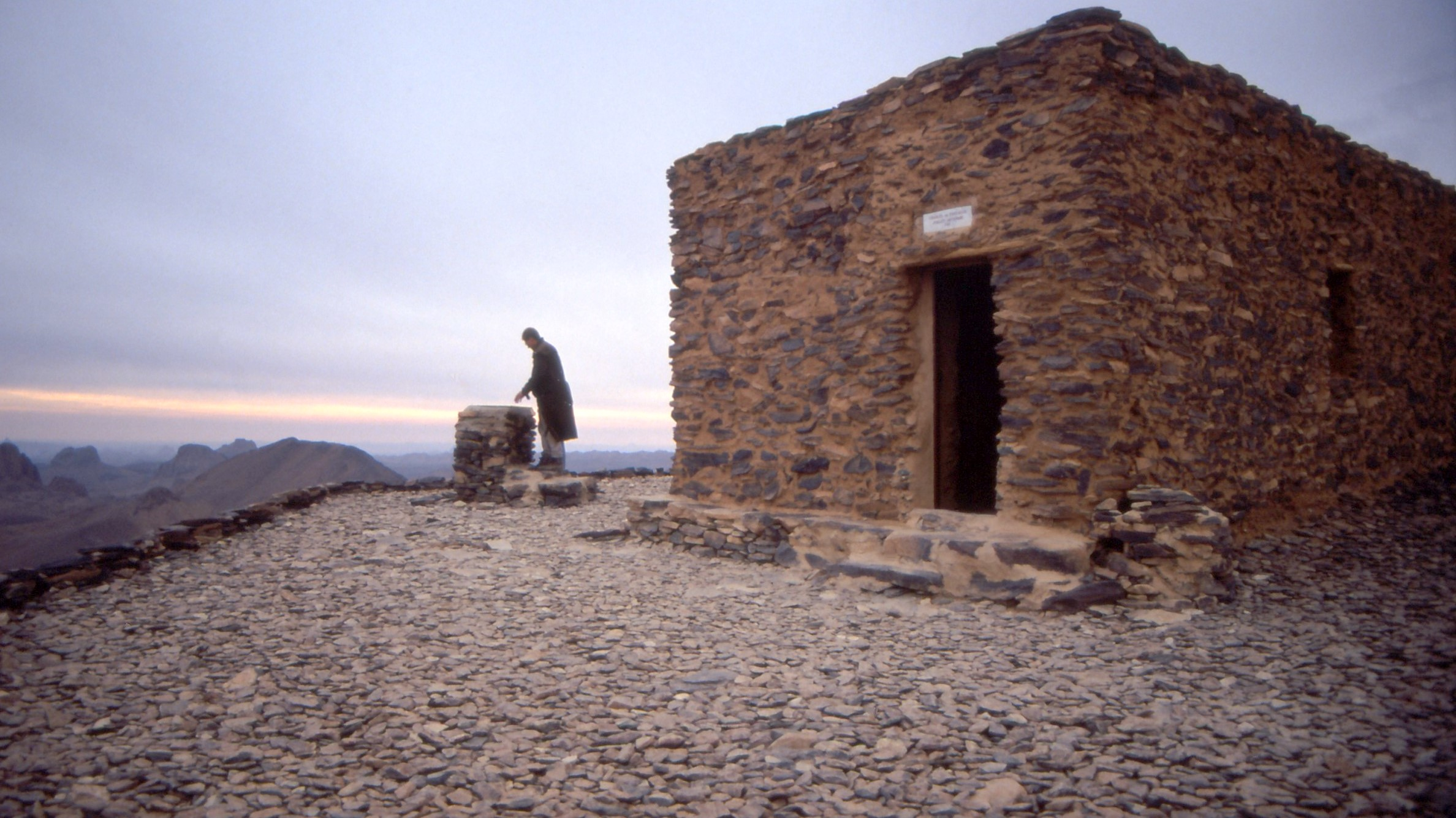
Die 1911 auf dem Assekrem-Plateau im Süden Algeriens von Charles de Foucauld erbaute Einsiedelei

Bereits 1873, im Alter von fünfzehn Jahren, hatte Foucauld nach eigenem Bekunden jeglichen Glauben an Gott und die Kirche verloren. Im Laufe seines bisherigen Lebens hatte er die beiden anderen monotheistischen Religionen Judentum und Islam genau studiert. In Nordafrika begegnete er oftmals tiefgläubigen Muslimen, die fünfmal am Tag auf die Erde niederknieten und beteten. Seitdem ließ ihn die Frage nach Gott nicht mehr los. In Paris ging er immer wieder in die Kirche von Saint-Augustin und wiederholte denselben Satz: „Mein Gott, wenn es dich gibt, dann lass mich Dich erkennen.“ Am 30. Oktober 1886 vollzog sich bei ihm ein weiterer radikaler Wandel, er wandte sich dem katholischen Glauben endgültig wieder zu. An diesem Tag begegnete er Abbé Henri Huvelin, der erkannte, dass bei Foucauld eine existentielle Entscheidung anstand. Vor Abbé Huvelin legte Foucauld eine Generalbeichte über sein bisheriges Leben ab, mit ihm blieb Foucauld bis an sein Lebensende befreundet und durch ihren Briefwechsel verbunden. Fortan prägte der Glaube sein Leben mehr und mehr. Am 16. Januar 1890 trat er in den Orden der Trappisten ein und bekam zur Einkleidung den Ordensnamen Marie-Albéric. Von der Abtei Notre-Dame des Neiges in Saint-Laurent-les-Bains ließ er sich im Juni desselben Jahres nach Syrien in die Abtei Notre-Dame du Sacré-Cœur in Midan Akbes (Maydan Akbes) im Bezirk Afrin entsenden und am 10. September 1896 nach Algerien in das dortige Kloster Staoueli in der Provinz Algier.
Obwohl die Trappisten einer der asketischsten Orden der katholischen Kirche sind, beklagte sich Foucauld nach wenigen Monaten im Kloster Akbes beim Abt, das Leben im Kloster sei ihm nicht hart genug. Am 2. Februar 1897 verließ Charles de Foucauld das Kloster, um einer Berufung zu folgen, und lebte unter ärmlichsten Verhältnissen ein eremitisches Leben als Klosterknecht bei den Armen Klarissen in Nazaret und Jerusalem. Dort wurde ihm nahegelegt, die Priesterweihe anzustreben. So begab er sich wieder ins Kloster Akbes, um sich auf die Weihen vorzubereiten, und wurde am 9. Juni 1901 im Alter von 43 Jahren in Frankreich zum Priester geweiht.
Daraufhin ging er nach Béni Abbès in der algerischen Provinz Bechar, wo es kaum Priester gab. Hier errichtete er eine Einsiedelei, betreute seelsorglich die dort stationierten französischen Soldaten und pflegte Kontakt zur einheimischen Bevölkerung. Auf Einladung von General François-Henry Laperrine, Befehlshaber des französischen Kamelreiter-Korps, übersiedelte Foucauld am 13. Januar 1914 nach Tamanrasset, um als Vermittler zwischen den dort lebenden Tuareg und den Franzosen zu wirken. Einige Zeit später errichtete er etwa 70 Kilometer von Tamanrasset entfernt auf dem Plateau des Assekrem (2804 m), eines Gipfels des Ahaggar-Gebirges, in 2700 m Höhe eine neue Einsiedelei.

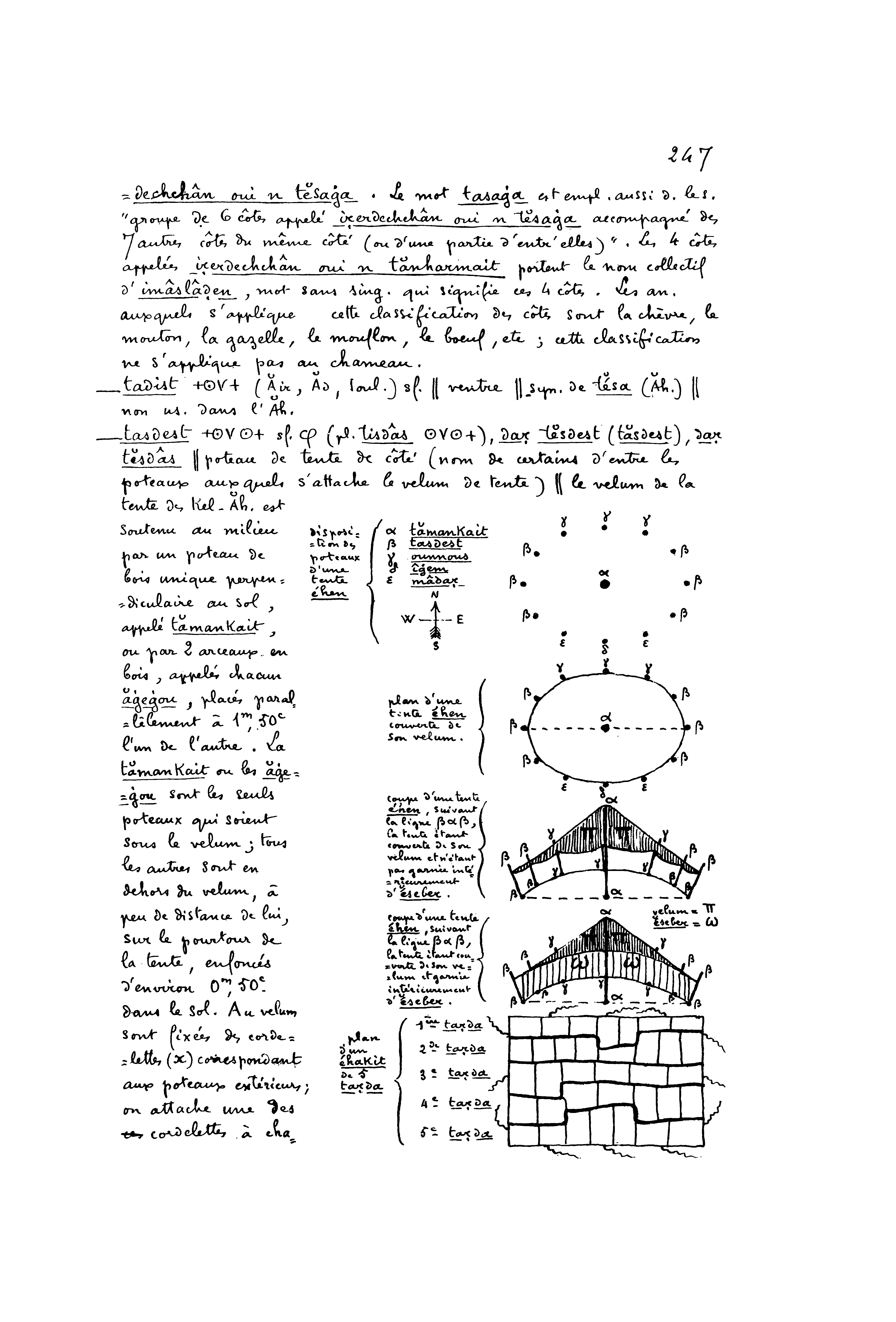
Eine Seite aus Foucaulds Wörterbuch Tuareg-Französisch

Er lernte Tamahaq, die Sprache der Tuareg, erstellte ein 2.000 Seiten umfassendes Wörterbuch dieser Sprache und sammelte auf 800 Seiten die Gedichte und Fabeln dieses Volkes. Seine Forschungen zur Literatur und Sprache der Kel Ahaggar zählen noch heute zu den wertvollsten Arbeiten aus der Frühzeit der wissenschaftlichen Afrikanistik. Eine tiefe Freundschaft verband ihn mit Moussa ag Amastan, dem Amenokal (König) der Tuareg, ebenso half er bei der Schlichtung von Streitigkeiten. Mission betrieb Foucauld nicht, sondern widmete sich in seiner kargen Freizeit der eigenen spirituellen Entwicklung.
Am 1. Dezember 1916, während des Ersten Weltkriegs, der auch die Sahara nicht verschonte, wurde seine von ihm in Tamanrasset errichtete Klause von plündernden Tuareg und aufständischen Senussi besetzt. Foucauld sollte verschleppt werden, um zu verhindern, dass er militärisch wertvolle Information an die Armee leitete. Als in einiger Entfernung Reiter auftauchen, die für Méharisten (arabische Söldner in französischen Diensten) gehalten wurden, geriet einer der Bewacher in Panik und erschoss den Gefangenen. Klause und Leichnam wurden geplündert zurückgelassen.
Foucaulds nackter Leichnam wurde in einem Graben neben seiner Hütte verscharrt. Am 26. April 1929 überführte man seine sterblichen Überreste in die Oase El Meniaa zu einem für ihn errichteten Grabmal auf dem Friedhof nahe der dortigen Kirche Saint-Joseph.

## Die geistliche Familie Charles de Foucaulds

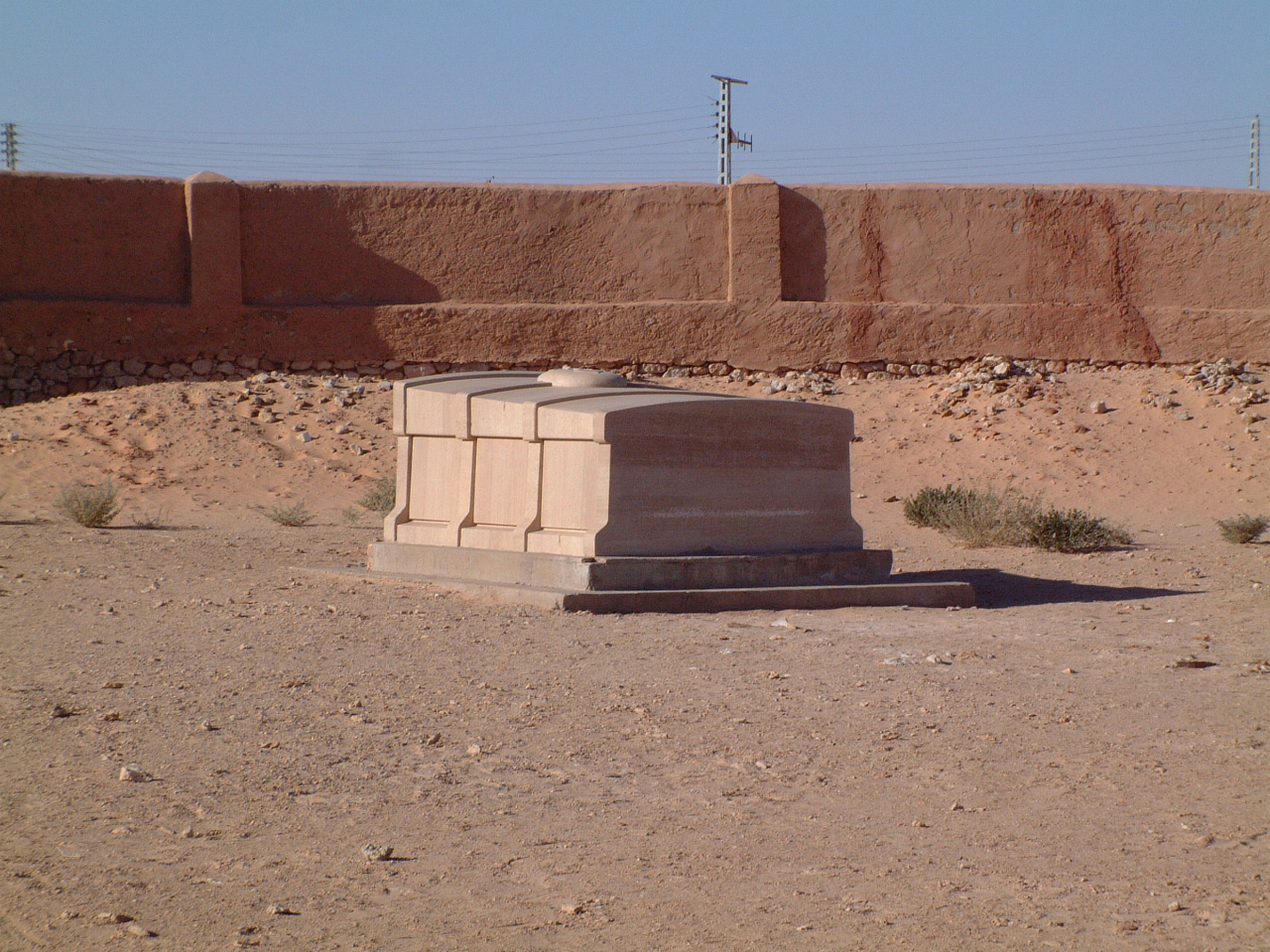
Grabstätte von de Foucauld bei El Meniaa

### Ursprünge
Während Foucaulds Zeit bei den Trappisten in Syrien tauchte in seinen Briefen zum ersten Mal der Gedanke einer neuen Gemeinschaft auf. In Beni Abbes baute er diesen Gedanken aus und brachte ihn bei den Tuareg zu Klarheit. In einer neuen geistlichen Familie, die in kleinen Gruppen mitten unter den Menschen leben sollte, sah er die Verwirklichung seines Lebensideals, der Nachfolge Jesu. Dieses Konzept eines Mönchsordens, dessen Mitglieder mitten in der Welt lebten, stellte das damalige Ordensideal der katholischen Kirche völlig in Frage. Tief erfüllte Foucauld der Wunsch nach wenigstens einem Gefährten, der sein Werk fortsetzen könnte, zu seinen Lebzeiten aber blieb er allein.
Charles de Foucauld suchte beim Heiligen Stuhl um die Genehmigung seines Ideals einer Gemeinschaft nach, erhielt aber niemals Antwort. Mehrere Vorsprachen bei französischen Bischöfen blieben ebenso erfolglos. Erst 17 Jahre nach seinem Tod, 1933, entstand in Algerien die erste Gemeinschaft nach seinem Vorbild. Maßgeblich beteiligt war der 1929 zum Priester geweihte René Voillaume. Nachdem dieser in Tunis zwei Jahre lang Arabisch gelernt hatte, zog er mit vier jungen Priestern in die Oase El Abiodh Sidi Cheikh in der Sahara und richtete dort 1933 als Kleinen Brüder Jesu die erste Gemeinschaft in Anlehnung an die Regeln ein, die Foucauld bereits in Grundzügen ausgearbeitet und vorgelebt hatte.

### Ordensgründungen
- 1907: Kleine Schwestern vom Heiligsten Herzen
- 1909: Union Sodalität Charles de Foucauld
- 1933: Kleine Brüder Jesu, in der Sahara gegründet durch René Voillaume, 1968 kirchenrechtlich anerkannt
- 1939: Kleine Schwestern Jesu, in der Sahara gegründet durch Magdeleine Hutin
- 1950: Fraternité séculière Charles de Foucauld, gegründet auf Anstoß von Marie Barrat[5]
- 1952: Fraternität Jesus Caritas für Frauen, als Säkularinstitut in Frankreich gegründet
- 19XX: Gruppe Charles de Foucauld
- 19XX: Gemeinschaften „Charles de Foucauld“ (auch als „Kontemplative missionarische Bewegung ‚Charles de Foucauld'“ bekannt)
- 1955: Priestergemeinschaft Jesus Caritas

1955 entstand die „Geistliche Familie Charles de Foucauld“ durch den Zusammenschluss von acht Instituten des geweihten Lebens aus der spirituellen Tradition Charles de Foucaulds (Gründungsmitglieder: Union Sodalität Charles de Foucauld, Gruppe Charles de Foucauld, Kleine Schwestern vom Heiligsten Herzen, Kleine Brüder Jesu, Kleine Schwestern Jesu, Priestergemeinschaft Jesus Caritas, Fraternität Jesus Caritas sowie die Gemeinschaften „Charles de Foucauld“). Die „Geistliche Familie Charles de Foucauld“ versteht sich als eine Gemeinschaft, die sich auf Bruder Karl beruft und deren Mitglieder ihr Leben innerhalb dieser Gemeinschaft nach seinen geistlichen Vorgaben und deren Inspiration gestalten wollen. Bis 2007 schlossen sich der „Geistlichen Familie Charles de Foucauld“ weitere Gemeinschaften an. Hierzu gehören:
- 1968: Kleine Schwestern vom Evangelium (gegründet 1963)
- 1968: Kleine Brüder vom Evangelium (gegründet 1956)
- 1974: Kleine Schwestern von Nazaret
- 1980: Comunitat de Jesús
- 1984: Piccoli Fratelli di Jesus Caritas (gegründet 1969)
- 1985: Petits Frères de L’Incarnation (Kleine Brüder von der Inkarnation, gegründet 1976 in Haiti)
- 1986: Kleine Brüder vom Kreuz
- 1987: Kleine Schwestern vom Herzen Jesu
- 1992: Frauengemeinschaft Charles de Foucauld (gegründet 1991)
- 1994: Petites Sœurs de L’Incarnation (Kleine Schwestern von der Inkarnation, gegründet 1985 in Haiti)
- 1997: Missionare vom Diener Jesu
- 2007: Discepole del Vangelo

In der „Geistlichen Familie Charles de Foucauld“ wirken heute weltweit etwa 13.000 Mitglieder, die in 20 Instituten des geweihten Lebens vertreten sind. Es gibt auch eine Evangelisch-Lutherische Gemeinschaft Charles de Foucauld.

## Selig- und Heiligsprechung
Nachdem Papst Benedikt XVI. die Seligsprechung in einem apostolischen Schreiben bestätigt hatte, wurde Charles de Foucauld am 13. November 2005 gemeinsam mit den Ordensschwestern Maria Pia Mastena und Maria Crocifissa Curcio in Rom beatifiziert. An dem von José Kardinal Saraiva Martins geleiteten Gottesdienst nahmen auch mehrere Angehörige von Tuareg-Stämmen teil. Charles de Foucaulds Gedenktag in der Liturgie der katholischen Kirche ist der 1. Dezember.
Im anschließenden Heiligsprechungsverfahren erkannte Papst Franziskus am 26. Mai 2020 ein seiner Fürsprache zugeschriebenes Wunder als letzte Voraussetzung für die Heiligsprechung an. Am 3. Mai 2021 gab Papst Franziskus im öffentlichen Konsistorium die bevorstehende Heiligsprechung bekannt. Wegen der COVID-19-Pandemie fand diese am 15. Mai 2022 statt.

## Beziehung zu den Tuareg
P. Charles de Foucauld wird immer wieder in Zusammenhängen mit den Tuareg erwähnt. Dabei geht es nicht nur um das bis heute bedeutende Wörterbuch. Seine freundschaftliche Vermittlerrolle, seine Freundschaft zu den Tuareg blieb diversen Stämmen in Erinnerung. Beispielhaft sei erwähnt die Autobiographie Mano Dayaks († 1995), Geboren mit Sand in den Augen: Die Autobiographie des Führers der Tuareg-Rebellen.

## Werke
- Reconnaissance au Maroc 1883–1884. Paris 1888, 2 Bde. Neuaufl. Paris 1995 ISBN 2-7307-0262-8.
- Chants touaregs. Recueillis et traduits par C. de. Foucauld. Hrsg. Dominique Casajus, Paris 1997.
- Dictionnaire touareg-francais. René Basset (Hrsg.) Paris 1951–52, 4 Bände.
- mit Adolphe de Calassanti-Motylinski: Textes touaregs en prose. René Basset (Hrsg.), Paris 1922.
- Textes touaregs en prose. Chaker, H. Claudot, M. Gast (Hrsg.), Aix-en-Provence 1984 (wiss. kommentierte Ausgabe des Werks von 1922, herausgegeben von drei führenden Tuaregfachleuten)